# Tony Vincent

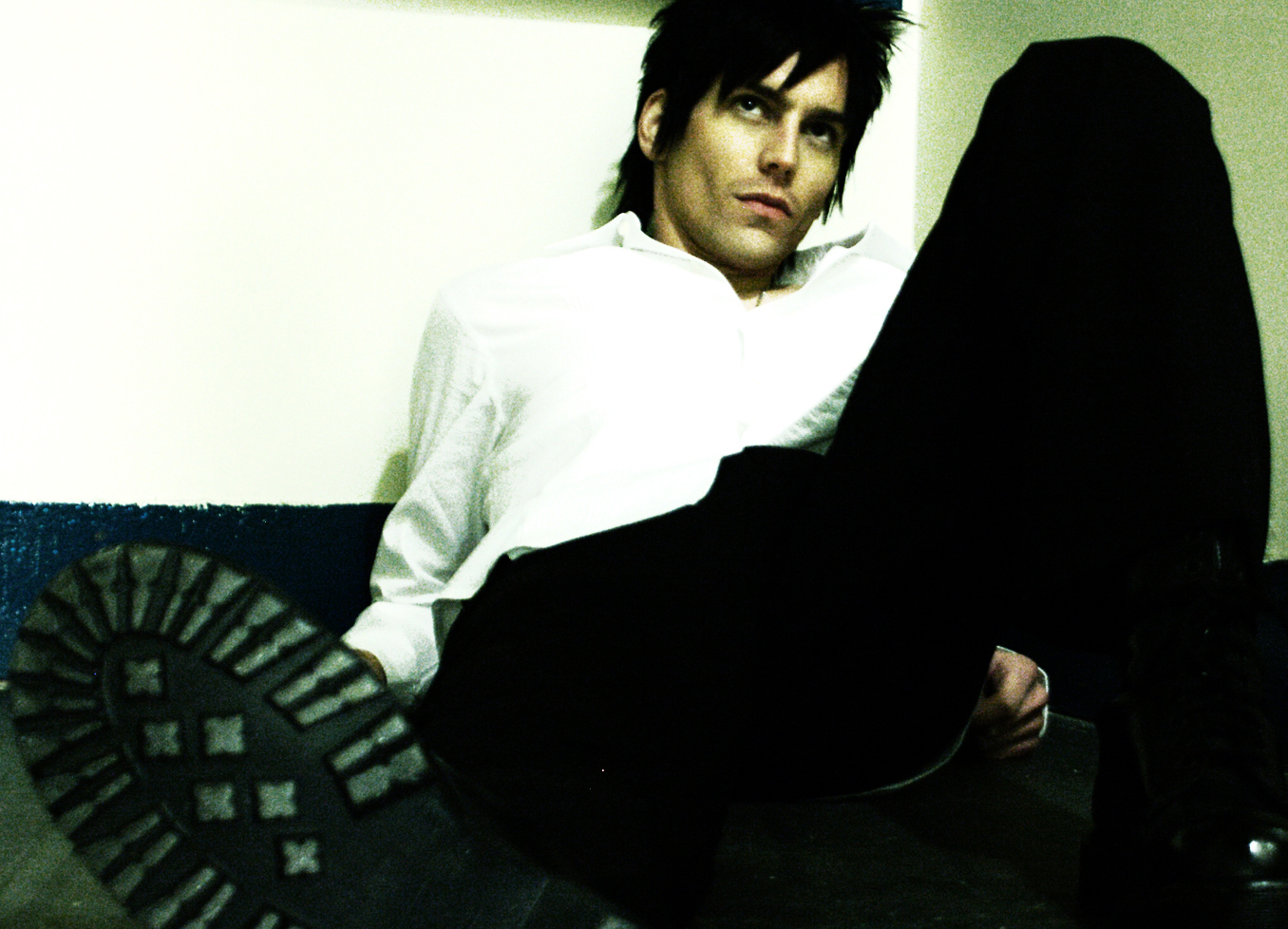
Tony Vincent (2002)

Tony Vincent (* 25. Juli 1973 in Albuquerque, New Mexico; eigentlicher Name Anthony Peter Strascina) ist ein US-amerikanischer Rocksänger und Musicaldarsteller. Seinen Künstlernamen hat er nach seinem Großvater gewählt.

## Biografie
Bereits im Alter von 7 Jahren spielte Vincent in kleineren Theaterproduktionen seiner Schule mit. Seine professionelle Gesangskarriere begann während seiner Studienzeit an der Belmont University in Nashville. Zu dieser Zeit nahm er seine erste Single Love Falling Down auf. Durch die Veröffentlichung wurde Star Song Records / EMI auf Vincent aufmerksam, wo er seinen ersten Plattenvertrag unterzeichnete. Während der nächsten 6 Jahre veröffentlichte er 3 Alben, worunter 6 Songs Platz 1 der Billboards Radio Charts in den USA erreichten.

## Musical

### Rent
1998 zog Vincent nach New York um sich bereits kurze Zeit später in der nationalen Tour der Rent-Produktion in einer der Hauptrollen wiederzufinden. Im Januar 1999 machte er sein Broadway-Debüt in derselben Produktion. Hier spielte er die zunächst Roger und später Mark. 

### Jesus Christ Superstar
2000 war Vincent in dem Filmremake von Jesus Christ Superstar in der Rolle des Simon Zealotes zu sehen. In der späteren Broadway-Produktion war Vincent wieder für dieselbe Rolle vorgesehen. Aufgrund des Ausscheidens von Jason Pebworth, der Originalbesetzung für die Rolle des Judas, 3 Wochen vor der Premiere wurde Vincent durch den Komponisten der Show Andrew Lloyd Webber auf die Hauptrolle umbesetzt. Vincents Auftritte als Judas brachte ihm eine Nominierung für die Outer Critics Awards als „Best Featured Actor“ ein.
Beeindruckt von seiner Broadway-Darstellung, wählte A.L. Webber Vincent für eine Produktion in China aus, die die Musik von Andrew Lloyd Webber in China bekannt machen sollte. Diese Aufführung wurde später auf DVD als Andrew Lloyd Webber-Masterpiece (Live in Beijing) veröffentlicht.

### We Will Rock You
2002 übernahm Vincent die Hauptrolle des Galileo Figaro im Queen-Musical We Will Rock You (WWRY) im Londoner West End. Er spielte diese Rolle bis November 2003. Zudem stand er zusammen mit den verbliebenen Bandmitgliedern von Queen bei der Party at the Palace anlässlich des 50-jährigen Thronjubiläums von Königin Elisabeth II. im Juni 2002 auf der Bühne und sang den Song Bohemian Rhapsody.  
Die Nordamerika-Produktion von WWRY startete 2004. Vincent übernahm hier wieder die Hauptrolle des Galileo. Hier lernte er seine zukünftige Frau, Aspen Miller (jetzt Aspen Vincent) kennen, die in der Produktion die weibliche Hauptrolle der Scaramouche spielte. Vincent spielte hier bis zum Juli 2005, um sich dann wieder seiner Solo-Karriere zu widmen.

### American Idiot
Vincent gehörte zur Originalbesetzung der Produktion in Rolle des St. Jimmy. Das mit Tony-Awards ausgezeichnete Musical basiert auf Green Days gleichnamigen Album. Die Show wurde zunächst am Berkeley Repertory Theatre aufgeführt. Die Broadway-Premiere fand am 20. April 2010 statt. Tony Vincent blieb in der Produktion bis Ende Dezember 2010.

## Solokarriere
Vincent veröffentlichte vier Solo-Alben: Love Falling Down (1993), Tony Vincent (1995), One Deed (1997), und die 5 Songs umfassende EP A Better Way (2007). Er hatte sechs Nummer-1-Songs in den amerikanischen Billboards CHR/CRR Radio Charts: Simple Things, Whole New Spin, Out of My Hands, High, Do You Really und One Deed. Im Februar 2011 Vincent gründete zusammen mit Kevin Max und David Larring die Band Bad Omens. Gegenwärtig arbeiten sie an Songs für ein geplantes Album.

## Zitat
„A lot of the time I forget how I can touch another person by just a simple action and how it can make a big difference in their life. Where it might not mean much to me, it might mean the world to someone else“

## Diskografie
- 1993: Love Falling Down
- 1995: Tony Vincent
- 1997: One Deed
- 2001: Jesus Christ Superstar, Cast Recording
- 2004: We Will Rock You, London Cast Recording
- 2007: A Better Way
- 2010: American Idiot (The Original Broadway Cast Recording)

## Filmografie
- 2000: Jesus Christ Superstar (Simon Zealotes)
- 2001: Andrew Lloyd Webber's Masterpiece
- 2007: Fable (Michael)
- 2009: Freud's Magic Powder (El Conquistador)

## Bühne
- 1998: Rent (Swing), Nationale US-Tour
- 1999: Rent (Mark / Roger), New York, USA
- 2000: Jesus Christ Superstar (Judas), New York, USA
- 2002 - 03: We will rock you (Galileo), London, UK
- 2004 - 05: We will rock you (Galileo), Las Vegas, USA
- 2009: American Idiot (St. Jimmy), Berkeley, USA
- 2010: American Idiot (St. Jimmy), New York, USA